# Dallon

Dallon este o comună în departamentul Ain, Franța. În 1 ianuarie 2022 avea o populație de 431 de locuitori.